# 이음줄

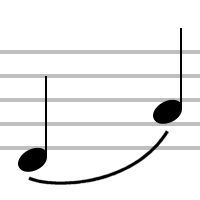
이음줄

이음줄은 악상기호로 다음과 같은 뜻을 같고 있다.
- 2개 이상의 음을 이은 '줄'을 이르는 말. 곡선으로 표시된다.
- 2개 이상의 음을 줄로 이어, 이들을 부드럽게 이어 연주하라는 말(레가토와 같다).

## 기타
악보 사보 프로그램 뮤즈스코어(MuseScore)에서는 1번 볼타를 건너뛰고 2번 볼타로 넘어갈 때 그 마디에 이음줄로 연결되지 않는 버그가 있다.

## 같이 보기
- 붙임줄